# Maracandula pygmaea
Maracandula pygmaea is een insect uit de familie van de mierenleeuwen (Myrmeleontidae), die tot de orde netvleugeligen (Neuroptera) behoort. 
Maracandula pygmaea is voor het eerst wetenschappelijk beschreven door Hagen in 1861.